# 東頭俊典
東頭 俊典（とうどう しゅんすけ、1977年〈昭和52年〉6月8日 - ）は、日本のバスケットボール指導者。北海道出身。大阪エヴェッサやアースフレンズ東京Zの監督を歴任し、現在はB.LEAGUEの神戸ストークスでアシスタントコーチ兼通訳を務めている。

## 来歴
市立札幌藻岩高等学校からNCAA3部に属するニュージャージー州のローワン大学で選手としてプレーした経験を持つ。
卒業後の2002年から1シーズンは三菱電機でマネージャーを務め、アメリカで2か月のコーチ留学を経て、2005年に日立のAC兼通訳に就任。2010年から2年間は男子日本代表AC兼通訳を務める。2013年には大阪エヴェッサで自身としては初となるヘッドコーチに就任。アースフレンズ東京Zでもヘッドコーチを務めた。
2020年12月25日、合同会社 ELPIS（ELPIS LLC）を設立、CEOに就任。2021年9月、YouTubeチャンネル「Get Better Now by ELPIS」を開設。ライブ配信「GBN LOUNGE」や「GBN CHAT with ○○」、バスケ界のキーパーソンをゲストに迎えた対談を録画・編集した「Get Better Now 1 on 1」などのコンテンツを投稿。